# Matoniaceae
Matoniaceae är en familj av ormbunkar. Matoniaceae ingår i ordningen Gleicheniales, klassen Polypodiopsida, fylumet kärlväxter och riket Plantae. Enligt Catalogue of Life omfattar familjen Matoniaceae 4 arter. 
Kladogram enligt Catalogue of Life:
| Matoniaceae | \| \| Matonia \| \| \| \| \| \| Phanerosorus \| \| \| \| |
|             | \| \| Matonia \| \| \| \| \| \| Phanerosorus \| \| \| \| |
|             | Dipteridaceae                                            |
|             |                                                          |
|             | Gleicheniaceae                                           |
|             |                                                          |
|             | Matonia                                                  |
|             |                                                          |
|             | Phanerosorus                                             |
|             |                                                          |

|  | Matonia      |
|  |              |
|  | Phanerosorus |
|  |              |